# Valentin Wallauer
Valentin Wallauer (* 18. März 1899 in Kreuznach; † 30. August 1982 ebenda) war ein deutscher Jurist und Politiker (FDP).

## Leben
Valentin Wallauer wurde als Sohn eines Gastwirtes und Weinhändlers geboren. Nach dem Besuch der Volksschule und dem Abitur 1917 am Gymnasium in Bad Kreuznach nahm er bis 1918 als Soldat am Ersten Weltkrieg teil. Ein Jahr darauf begann er ein Studium der Geschichte und Volkswirtschaftslehre an den Universitäten in Marburg und Freiburg. Später wechselte er zur Rechtswissenschaft über und setzte seine Studien in Freiburg und an der Bonner Universität fort. 1924 bestand er das Erste Juristische Staatsexamen in Köln, 1930 legte er das Zweite in Berlin ab. In den folgenden Jahren arbeitete er als Gerichtsassessor in Bonn, bis er 1935 eine Tätigkeit als Amtsgerichtsrat in Baumholder aufnahm. 1942 wechselte er in gleicher Funktion nach Bad Kreuznach. Von 1939 bis 1945 nahm er als Soldat am Zweiten Weltkrieg teil, zuletzt als Leutnant der Reserve.
Nach dem Kriegsende konnte Wallauer, da er nicht der NSDAP angehört hatte, seine juristische Laufbahn fortsetzen. Er wurde im Januar 1947 mit der Wahrnehmung der Geschäfte des Generalstaatsanwaltes in Rheinland-Pfalz betraut und als solcher zum Oberlandesgericht Koblenz abgeordnet. Zudem war er seit Juni 1947 Mitglied des rheinland-pfälzischen Verfassungsgerichtshofes. Von Oktober 1947 bis zu seiner Abberufung im Juni 1949 fungierte er als Präsident der Spruchkammer des Landes Rheinland-Pfalz sowie als Vorsitzender der Berufungsspruchkammer in Koblenz. 1948 wurde er zum Landgerichtsdirektor befördert. Nach seiner Versetzung war er zunächst als Richter am Landgericht Mainz und ab Januar 1950 dann als Richter am Landgericht Bad Kreuznach tätig.
Wallauer war von 1930 bis 1933 Mitglied der Deutschen Staatspartei. Er trat 1946 in die CDU ein und wurde noch im gleichen Jahr in den Kreistag des Landkreises Bad Kreuznach sowie in die Stadtverordnetensammlung der Stadt Bad Kreuznach gewählt. Nach seinem Wechsel zur FDP war er von 1955 bis 1967 Mitglied des Rheinland-Pfälzischen Landtages und dort von 1957 bis 1959 Vorsitzender der FDP-Fraktion.
Valentin Wallauer war verheiratet und hatte fünf Kinder.

## Ehrungen
- 1961: Großes Bundesverdienstkreuz[1]